# Patrick Henriroux
 (août 2020).
Si vous disposez d'ouvrages ou d'articles de référence ou si vous connaissez des sites web de qualité traitant du thème abordé ici, merci de compléter l'article en donnant les références utiles à sa vérifiabilité et en les liant à la section « Notes et références ».
Patrick Henriroux est un cuisinier français né le 20 novembre 1958 à Vesoul, en Haute-Saône.
Après avoir travaillé chez Georges Blanc, il rachète le restaurant La Pyramide (où Fernand Point a exercé) à Vienne où il officie en tant que chef / propriétaire cuisinier.

## Biographie
En 1990, Patrick Henriroux obtient 1 étoile au Guide Michelin. En 1992, Patrick Henriroux obtient 2 étoiles au Guide Michelin. En 1996, Patrick Henriroux devient propriétaire de La Pyramide 2 étoiles Michelin.[réf. nécessaire]

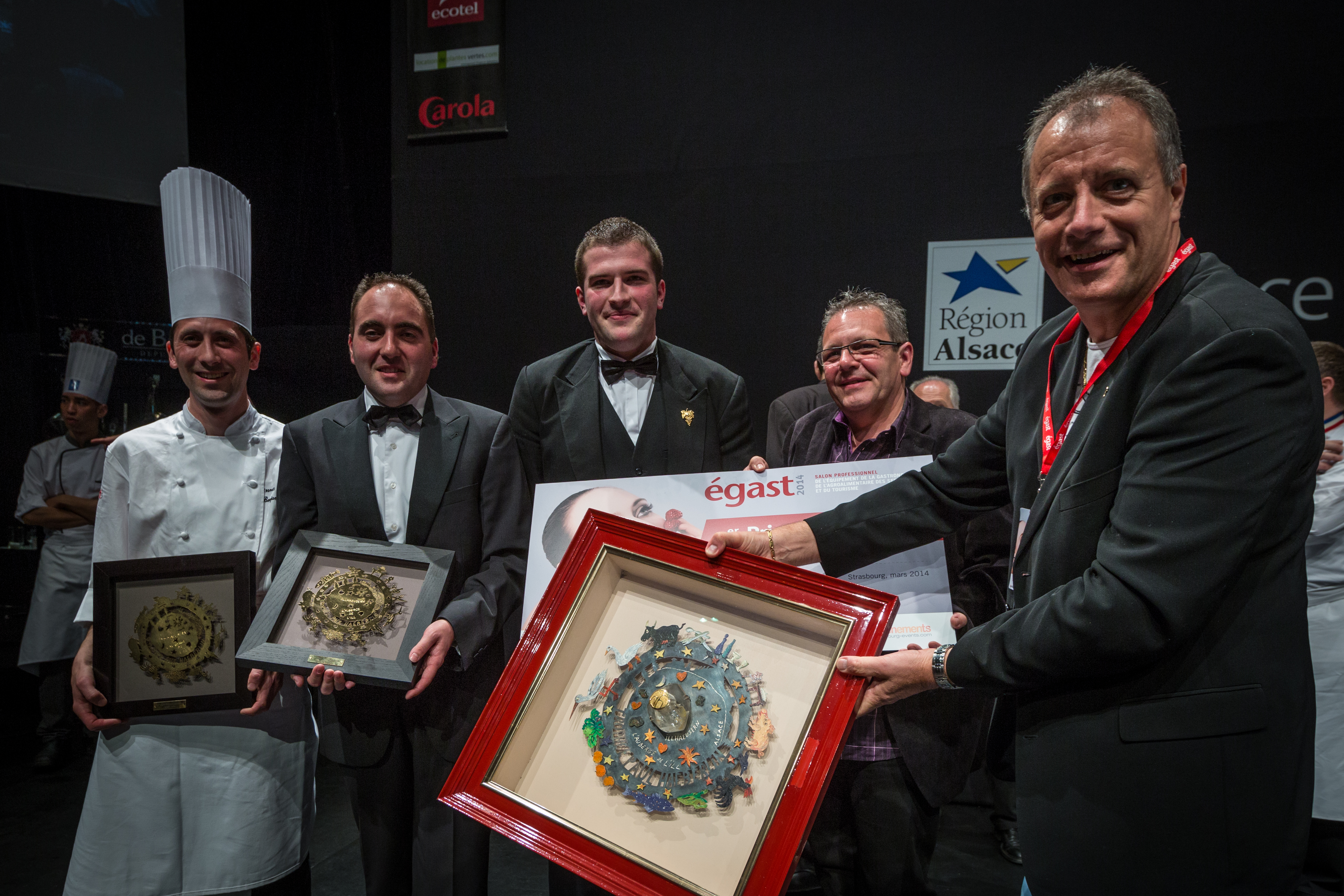
L’équipe de Patrick Henriroux remporte le Trophée Paul Haeberlin à Strasbourg, le 18 mars 2014

En 1999, La Pyramide entre dans l'association des Relais & Châteaux. En 2001, Patrick Henriroux ouvre une boutique d'épicerie fine, vaisselle, ustensiles de cuisine et de plats à emporter. En 2005, Patrick Henriroux devient formateur au Japon. En 2009, Patrick Henriroux ouvre un second restaurant "L'Espace PH3". En 2011, Patrick Henriroux rénove intégralement son restaurant Gastronomique. En 2012, Patrick Henriroux devient superviseur d'un restaurant Français au Japon.
L’équipe de Patrick Henriroux remporte le Trophée Paul Haeberlin à Strasbourg, le 18 mars 2014.[réf. nécessaire]